# Pīān-e Pā‘īn
Pīān-e Pā‘īn (persiska: Pīān-e Soflá, پیان پائین) är en ort i Iran.   Den ligger i provinsen Khuzestan, i den centrala delen av landet, 400 km söder om huvudstaden Teheran. Pīān-e Pā‘īn ligger 837 meter över havet och antalet invånare är 249.
Terrängen runt Pīān-e Pā‘īn är kuperad västerut, men österut är den bergig. Runt Pīān-e Pā‘īn är det ganska tätbefolkat, med 56 invånare per kvadratkilometer. Närmaste större samhälle är Jangeh, 17,2 km öster om Pīān-e Pā‘īn. Omgivningarna runt Pīān-e Pā‘īn är i huvudsak ett öppet busklandskap.